# مسابقات فرمول یک فصل ۱۹۸۷
مسابقات فرمول یک فصل ۱۹۸۷ در سال ۱۹۸۷ میلادی برگزار شد. در این مسابقات نلسون پیکوئت (به انگلیسی: Nelson Piquet) از تیم ویلیامز و با خودروی هوندا به قهرمانی رسید وی که در آغاز مسابقه در خط ۴ قرار داشت، بهترین زمان خود را در دور ۴ به دست آورد و در مجموع صاحب ۷۳ امتیاز شد.